# سيرجيو لوزانو
سيرجيو لوزانو (بالإسبانية: Sergio Lozano)‏ (24 مارس 1999 في إسبانيا - ) هو لاعب كرة قدم إسباني في مركز الوسط. لعب مع نادي فياريال.

## وصلات خارجية
- سيرجيو لوزانو على موقع قاعدة بيانات كرة القدم.إي يو (الإنجليزية)
- سيرجيو لوزانو على موقع Soccerway.com (الإنجليزية)
- سيرجيو لوزانو على موقع عالم كرة القدم.نت (الإنجليزية)